# تشارلز إتش باريش
تشارلز إتش باريش (بالإنجليزية: Charles H. Parrish)‏ هو عالم عقيدة أمريكي، ولد في 1841 في ليكسينغتون في الولايات المتحدة، وتوفي في 1931 في لويفيل في الولايات المتحدة.